# Miguel Otamendi
Miguel Otamendi Machimbarrena (San Sebastián, 24 de junho de 1878 - Madrid, 26 de junho de 1958) foi um engenheiro espanhol que trabalhou no projeto do Metro de Madrid nas primeiras décadas do século XX. O projeto foi denominado em sua primeiras etapas como Metropolitano Alfonso XIII.

## Biografia
Mudou de sua cidade natal San Sebastián para Madrid com o objetivo de concluir seus estudos onde se formou em 1901 como engenheiro civil como o primeiro aluno da turma. Continuou seus estudos na Bélgica, no Instituto Montefiore da Universidade de Liège. Em 1904 foi nomeado, juntamente com o engenheiro Antonio González Echarte como delegado do Governo espanhol para a Exposição Universal de 1904 que aconteceu em St. Louis, Missouri nos Estados Unidos. Foi nesta viagem que ele pôde ver as vantagens de um transporte suburbano em uma cidade.
Foi um dos incentivadores do desenvolvimento e implantação do projeto de uma ferrovia metropolitana subterrânea capaz de substituir o tráfego de bondes na capital espanhola. Miguel Otamendi e os também engenheiros Carlos Mendoza e Antonio González Echarte tiveram que convencer o próprio rei da viabilidade de seu projeto, que pretendia dotar a cidade de quatro linhas de metrô com um percurso total de 14,5 km. A concessão para a operação foi solicitada em 1914 ao Ministério do Desenvolvimento. No final de 1916 foi concedida e em abril de 1917 começaram as obras. O rei Alfonso XIII foi o maior acionista privado da empresa, inaugurada em 17 de outubro de 1919.